# Ischyropsalis gigantea
Espèce
Ischyropsalis gigantea est une espèce d'opilions dyspnois de la famille des Ischyropsalididae.

## Distribution
Cette espèce est endémique de Cantabrie en Espagne. Elle se rencontre à Soba et Arredondo dans des grottes.

## Systématique et taxinomie
Cette espèce a été décrite par Dresco en 1968.

## Étymologie
Son nom d'espèce lui a été donné en référence à sa grande taille.

## Publication originale
- Dresco, 1968 : « Recherches sur les opilions du genre Ischyropsalis (fam. Ischyropsalidae). VII. Ischyropsalis gigantea sp. nov. » Bulletin du Muséum national d'histoire naturelle , sér. 2, vol. 40, p. 308-314 (texte intégral).